# Valéry Aubertin
Pour les articles homonymes, voir Aubertin.
Valéry Aubertin est un organiste, compositeur français et chef de chœur. Il est né à Lagny-sur-Marne le 3 juin 1970.

## Biographie
Élève dans la classe d'orgue de Michèle Guyard au conservatoire d'Aubervilliers, il termine ses études avec un premier prix d'orgue et un premier prix de formation musicale.
De 1989 à 1995 il fréquente le Conservatoire national supérieur de musique de Paris où il remporte plusieurs premiers prix. Il y est, entre autres, l’élève de Brigitte François-Sappey (Histoire de la musique), Rémy Stricker (Esthétique), Jacques Charpentier (Instrumentation et Orchestration), Gérard Grisey (Composition).
De 1995 à 1997, il travaille la composition avec Jean-Louis Florentz.
En 1993, il remporta à Montréal (Canada) le Prix spécial du jury au Concours de Composition de l’International Society of Organbuilders, avec une œuvre pour orgue La nuit des nuits (dans Le Livre Ouvert, op.6). En 1995, son premier ouvrage symphonique ...et le soleil se déchirait, pour orchestre, op.7 a reçu, à l’unanimité du jury et devant 216 compositions venues du monde entier, le Premier Prix du 40e Concours International de Composition de la Ville de Trieste, 32e édition symphonique (Trieste, Italie 1995).
Il est professeur d'analyse, de formation musicale et de composition au Conservatoire à rayonnement départemental du Val Maubuée. Depuis 2013, il est chargé de cours de compositions au Conservatoire à rayonnement régional de Nantes.
Valéry Aubertin a été titulaire de l'orgue de l'église Saint-Denis de Quincy-Voisins de 1989 à 2011. Il est chef de chœur de l'Ensemble Vocale Anguelos, situé dans cette même ville.

## Principales œuvres

### Œuvres pour orgue
- Le Livre Ouvert, pour orgue (15 pièces de tailles diverses)
  - Miserere
  - Triptyque pénitentiel
  - Passion
  - Te lucis ante terminum
  - Lunaire
  - Variations
  - Improvisation - Kandinsky 1914
  - Sonatine pour les étoiles
  - Vincent van Gogh - Les Fresques - Lamento, poème symphonique
  - Cadran lunaire
  - La Nuit des Nuits
  - Liebeslied
  - Le Temps déborde
  - La Nuit remue
  - ''In n'y a plus de profondeur ni de surface''
- Six notations, pour orgue (1991-92)
- 2e Livre d'Orgue composé de quatre Sonates. Ces quatre Sonates sont structurées en plusieurs mouvements possédant entre eux de forts liens logiques et poétiques[2].
  - 1re Sonate
  - 2e Sonate
  - 3e Sonate
  - 4e Sonate. Cette sonate s'inspire de  différents épisodes de la Divine Comédie de Dante[1] , elle s'articule donc en trois mouvements Enfer (subdivisé en quatre parties), Purgatoire (subdivisé en deux parties) et, en conclusion, Paradis.
- Ma l'ombra sol
- Trois études
- Unruhe
- Passage de l'oubli
- 5e Sonate

### Œuvres instrumentales
- Livre pour guitare :
  - Seuil
  - 1re Sonate
  - 2e Sonate
  - Ausklang
- Sonate pour clarinette et piano.
- Études-tableaux pour piano
- La nuit incandescente pour piano
- Da flogen wir pour violon

### Œuvres vocales
- Missa brevis pro defunctis poetis
- Madrigali
- Stabat Mater
- Dialogue du silence avec le silence
- Ornières
- Vent nocturne
- Office secret
- Élégie de Ronsard
- Ouvrage symphonique
- Et le soleil se déchirait, 22 fragments pour orchestre, qui reçoit en 1995 le premier prix au Concours International de Composition de Trieste en Italie[1].
- Une Aurore
- Lever du Jour
- Quatre bagatelles
- Symphonie I, pour 10 instruments

Les œuvres de Valéry Aubertin sont disponibles aux éditions Billaudot, Chanteloup-Musique et Europart.